# Fun and Fancy Free
Vui vẻ và cực kỳ thoải mái (tiếng Anh: Fun and Fancy Free) là một bộ phim hoạt hình ca nhạc hài kịch dạng tuyển tập vào năm 1947 sản xuất bởi Walt Disney và phát hành vào ngày 27 tháng 9 năm 1947 bởi RKO Radio Pictures. Đây là bộ phim thứ 27 trong loạt hoạt hình cổ điển Walt Disney.